# Königsheim
Königsheim település Németországban, azon belül Baden-Württembergben. Lakosainak száma 619 fő (2023. december 31.). Königsheim Böttingen, Egesheim és Bubsheim községekkel határos.

## Népesség
A település népessége az elmúlt években az alábbi módon változott:
| Lakosok száma | 450  | 533  | 510  | 452  | 506  | 522  | 532  | 560  | 564  | 619  |
|               | 1961 | 1967 | 1974 | 1980 | 1987 | 1993 | 2000 | 2006 | 2013 | 2023 |